# Zbigniew Słupecki (zm. 1537)
Zbigniew Słupecki herbu Rawicz (zm. w 1537 roku) – senator, kasztelan zawichojski i połaniecki, pisarz polny koronny w latach 1528–1533, rotmistrz jazdy obrony potocznej, dworzanin królewski.

## Życiorys
Pochodził z rodziny szlacheckiej Słupeckich herbu Rawicz z Sandomierskiego, gdzie posiadał 4 wsie. Żołnierz obrony potocznej pierwszy raz wzmiankowany w grudniu 1520, w okresie wojny z zakonem krzyżackim. Był wówczas rotmistrzem jazdy koronnej. W walkach z Krzyżakami dowodził 1000 konnym korpusem jazdy obrony potocznej z Rusi i Podola. Prowadził działania wojenne na Warmii, pustosząc po drodze wsie zakonne w okolicach Iławy i Miłomłyna. W następnych miesiącach  przeszedł pod dowództwo Jakuba Secygniewskiego, w styczniu 1521 w czasie wypadu z Olsztyna, w bitwie pod 
Kabikiejmami pod Dobrym Miastem rozbił oddziały zakonne. W drugiej połowie 1521 dowodził 700 konnym oddziałem jazdy w czasie wyprawy Tarnowskiego na pomoc oblężonemu przez Turków Belgradowi.
Był zięciem hetmana wielkiego koronnego Mikołaja Firleja, ożenił się z jego córką Barbarą. Szybko awansował, piastował urząd pisarza lubelskiego, kasztelana zawichojskiego i połanieckiego. W 1528 został pisarzem polnym koronnym. W 1531 wziął udział w wyprawie hetmana Jana Tarnowskiego na Pokucie, przeciw hospodarowi mołdawskiemu Rareszowi. W pierwszej fazie tej kampanii dowodził 500 konnym oddziałem, w skład którego wchodziły dwie chorągwie jazdy obrony potocznej. Hetmańska (284 konie) pod dowództwem porucznika Trzebieńskiego i chorągiew Macieja Włodka (ok. 200 koni). Zadaniem Słupeckiego było zdobycie Kołomyi i Gwoźdźca. Do Gwoźdźca skierował Włodka a sam chorągwią hetmańską skierował się na Kołomyję, którą zdobył z marszu 3 sierpnia 1631. 4 sierpnia ruszył pod Gwoździec, którego  nie udało się zdobyć Włodkowi. Atak spieszonej kawalerii po uprzednim ostrzale z rusznic i łuków zakończył się powodzeniem. Słupecki pozostawił w zdobytym zamku chorągiew Włodka, a on sam z Trzebieńskim pognał na południe Pokucia do Zabłotowa. Zdobył  Śniatyń i  Kołaczyn. Część jego żołnierzy spustoszyło wsie po stronie mołdawskiej. 22 sierpnia walczył w bitwie pod Obertynem. Za zasługi w kampanii obertyńskiej otrzymał intratne starostwo sokalskie.
Ostatni raz wzmiankowany w 1537.